# Выборы губернатора Челябинской области (1993)
Выборы губернатора Челябинской области состоялись 11 апреля 1993 года, после того как Челябинский областной совет выразил недоверие главе администрации Вадиму Соловьёву. Результаты голосования не были признаны Соловьёвым, что вызвало продолжительный конфликт между его администрацией и сторонниками избранного губернатора Петра Сумина.

## Предыстория
В октябре 1991 года главой администрации Челябинской области был назначен демократ Вадим Соловьёв, несмотря на то, что областной совет предлагал назначить на этот пост своего председателя Петра Сумина.
В марте 1993 года областной совет высказал недоверие Соловьёву и назначил выборы главы администрации. За проведение выборов проголосовало 133 депутата. Незадолго до выборов прокурор Челябинской области Геннадий Лихачёв заявил о том, что выборы главы администрации признаны областным судом незаконными. Однако областной Совет подтвердил решение о проведении выборов.
Первый тур состоялся 11 апреля. На пост главы администрации выдвигались:
- Валентин Иванович Буравлёв — глава Ленинского района Челябинска
- Владимир Иванович Головлёв — председатель областного комитета по управлению госимуществом
- Юрий Иванович Горожанинов — генеральный директор УралАЗа
- Владимир Стиллианович Григориади — мэр Миасса
- Н. С. Калачёв — сопредседатель Демократической партии зеленых
- Виталий Владимирович Княгиничев — заместитель директора Челябинского производственного предприятия Всероссийского общества слепых по коммерческим вопросам
- Олег Князев — председатель Челябинского областного Русского национального собора
- С. В. Кострожин — издатель газеты «Накануне»
- Павел Модерау — старший научный сотрудник института машиноведения Уральского отделения РАН
- Анатолий Александрович Начаров — первый заместитель председателя Челябинского областного Совета народных депутатов
- Геннадий Николаевич Петухов — народный депутат Российской Федерации
- В. Г. Радионов — председатель постоянной комиссии по местному самоуправлению Челябинского городского Совета народных депутатов
- Пётр Иванович Сумин — председатель областного Совета народных депутатов
- Владимир Петрович Уткин — мэр Копейска

Избирательной комиссией было зарегистрировано 6 кандидатов. В первом туре никто не набрал больше 50 %, и поэтому был объявлен второй тур, прошедший 25 апреля. Во второй тур вышли Пётр Сумин и Владимир Григориади. Сумин набрал 48,2 % голосов, Григориади — 35,4 %.

## Противостояние
Прошедшие выборы назначенный президентом губернатор Соловьёв сразу объявил незаконными, ранее он отказался в них участвовать.
Сразу же началось противостояние двух губернаторов: назначенного и избранного. Второй не приступил к исполнению своих обязанностей, а первый не желал уходить с поста. Соловьёва поддерживал Президент, Верховный Совет РФ признавал полномочия Сумина (в это же время конституционный кризис разворачивался и на федеральном уровне).
8 июня Конституционный суд признал проведённые выборы главы администрации законными.
10 июня на 17 сессии областного совета состоялась регистрация избранного главы администрации Петра Сумина. После этого он сложил с себя депутатские полномочия, как того требовало законодательство. Вадим Соловьёв не подчинился решениям Конституционного суда и сессии областного совета. Была усилена охрана здания администрации. На пресс-конференции первый заместитель главы администрации Андрей Белишко заявил, что поскольку Конституционный суд не отменил решение областного суда, оно остается в силе, администрация признает главой Соловьёва и будет выполнять только его указания.
11 июня, по заявлению Белишко, администрация Президента признала незаконным решение об утверждении Сумина главой администрации.
18 июня в местной газете было опубликовано письмо местных казаков, где они признали полномочия Сумина и заявили о подчинении ему как главе администрации.
6 июля в местной газете Вадим Соловьёв объявил о создании Коордиционного совета по внутрирегиональной политике, связям с общественностью и средствами массовой информации, где высказывал идеи сотрудничества или диалога с различными партиями и движениями. Однако покидать свой пост он отказался.
В конце июля судебная коллегия по гражданским делам Верховного суда отклонила протест Генпрокуратуры на решение Челябинского областного суда о незаконности выборов главы областной администрации.
6 августа Сумин сообщил, что его администрация вырабатывает курс действий. На проведённом совещании была достигнута договоренность о создании новой администрацией системы взаимодействия с коммерческими структурами.
9 августа Сумин, назначенные ими заместители Леонтий Михайлович Рабченок и Молодецкий совместно с исполняющим обязанности председателя областного Совета Начаровым и его заместителем Соломаткиным провели совещание с руководителями Советов и руководителями городов и районов, где было потребовано переподчинение. В этот день того же от глав администраций районов потребовали Соловьёв и его заместитель Белишко.
11 августа было принято решение областного Совета народных депутатов № 157 «О мерах по выполнению решений XVII сессии областного Совета народных депутатов». Суть его заключалась в призыве к Сумину действовать более решительно.
Челябинское противостояние нашло отражение и в федеральных СМИ. Если в правительственной газете «Российские вести» в статье о челябинском конфликте высказывалась поддержка Соловьёву, то в парламентской «Российской газете» — наоборот.
18 августа в областном совете состоялась пресс-конференция 6 из 52 глав районных администраций. На сторону Сумина встали глава Ленинского района Челябинска В. Буравлев, мэр Копейска В. Уткин, мэр Миасса В. Григориади и глава Брединского района Д. Петерс.
27 августа в Челябинске состоялся митинг, где звучали обвинения в адрес президента, правительства, администрации Вадима Соловьёва в развале экономики области. Одновременно в тот же день состоялся митинг в поддержку демократических реформ, где переход власти к Сумину был назван «государственным переворотом».
1 сентября президиум Верховного суда РФ отменил решения коллегии по гражданским делам Челябинского областного суда от 8 апреля, в котором решения областной избирательной комиссии о регистрации кандидатов на должность главы областной администрации были признаны незаконными.
6 сентября состоялось совещание Сумина с главами администраций городов и районов. Речь шла о хозяйственно-экономических вопросах. На совещании присутствовало 36 глав администрации, где вновь решался вопрос о подчинении.
7 сентября в Челябинск прибыла специальная комиссия из администрации президента.
17 сентября состоялась внеочередная 18 сессия областного Совета народных депутатов. Присутствовавший на сессии Соловьёв вновь отказался покидать пост. Облсоветом было принято решение, где президента просят ускорить издание указа об освобождении Соловьёва. Также состоялись выборы председателя облсовета — им избран Анатолий Начаров (139 — «за», 31 — «против»).

## Развязка
21 сентября был издан президентский Указ 1400 о роспуске Верховного Совета, который Конституционным Судом был признан противоречащим Конституции, а законодательной властью (Верховным Советом и Съездом народных депутатов) объявлен государственным переворотом.
22 сентября челябинский областной и городской советы приняли решение считать указ президента неконституционным и не подлежащим исполнению на территории области.
Однозначно поддержали решение президента Вадим Соловьёв и мэр Челябинска Вячеслав Тарасов. В это время Пётр Сумин, являющийся одновременно народным депутатом России, отправился в Москву на открывающийся внеочередной Съезд народных депутатов.
Из 23 народных депутатов от Челябинской области 12 находились в Москве, в Верховном Совете. 9 депутатов были либо больны, либо находились в отпуске. Лишь народные депутаты представитель Президента РФ Владимир Селезнёв, и мэр Магнитогорска Вадим Клювгант остались на своих местах в регионе. Ещё один депутат от Челябинской области Александр Починок поддержал сторону президента, после чего был назначен заместителем министра финансов. Починок и Селезнёв на съезде были лишены полномочий народных депутатов за поддержку президента России.
После расстрела Белого дома малый областной совет решил внести на рассмотрение очередной сессии вопрос о досрочных выборах в представительный орган Челябинской области. Началась ликвидация Советов всех уровней. 11 октября Вадим Соловьёв своим указом приостановил деятельность облсовета и назначил выборы местной представительной власти на 12 декабря. В этот же день в Челябинске прекратили свою деятельность все 7 районных Советов народных депутатов.
22 октября был издан указ Президента РФ «О подтверждении полномочий главы администрации Челябинской области В.Соловьева», что обозначало конец противостояния.

## Южно-Уральская республика
8 июля 1993 года заместитель председателя областного совета народных депутатов Александр Саломаткин, правая рука Петра Сумина, подписал постановление «О государственно-правовом статусе Челябинской области и преобразовании её в Южно-Уральскую республику». Это постановление предписывает Советам народных депутатов на местах провести опрос населения и представить свои предложения в облсовет до 15 октября. Предложения облсовет проанализировать не успел, в октябре советы были распущены после разгона Верховного Совета России.
23 августа 1993 года Сергей Костромин без «разрешения» Саломаткина объявил себя и. о. «президента» планируемой Южно-Уральской Республики. Сергей Костромин — уже известный начинающий политик, депутат городского собрания Златоуста, лидер национал-патриотической ассоциации «Россия нового поколения», ранее: «Костромин баллотировался в губернаторы, сидя за решеткой по обвинению в разжигании национальной розни — за серию статей в газете „Накануне“». Двух действующих руководителей области он «назначил»: Петра Сумина (избранного 25 апреля главой администрации области) — вице-президентом, а Вадима Соловьёва (Указом Президента Российской Федерации в октябре 1991 года назначен главой администрации области) — премьер-министром республики.
При этом у «президента» Сергея Костромина уже был соперник, некто Александр Авдеев, объявивший себя «царём Урала Александром I», а Челябинскую область «Уральским царством». Реакцию действующей власти высказал Борис Митюрев, начальник пресс-центра администрации Вадима Соловьёва, заявив что это «полный абсурд», «абсолютно ни на что не повлияет», «будет восприниматься как курьез».